# Nhà máy X51
Công ty TNHH MTV đóng và sửa tàu Hải Minh, có phiên hiệu quân sự là Nhà máy X51, là đơn vị trực thuộc Tổng công ty Ba Son thuộc Tổng cục Công nghiệp Quốc phòng. Nhà máy X51 có nhiệm vụ chính là sửa chữa và đóng mới các tàu Quân sự nhằm đảm bảo kỹ thuật cho các đơn vị trong công tác sẵn sàng chiến đấu bảo vệ chủ quyền Quốc gia của Việt Nam trên Biển.

## Lịch sử hình thành
- Ngày 26 tháng 10 năm 1975 Bộ Quốc phòng ra Quyết định số 141/QĐ-QP, thành lập 5 Vùng Duyên hải thuộc Quân chủng Hải quân, trong đó "Xưởng Hải quân Nhà Bè" thuộc Vùng 4 Duyên hải.[1]
- Ngày 17 tháng 7 năm 1993, Tư lệnh Hải quân ra quyết định về việc thực hiện đổi tên các đơn vị trực thuộc Cục Kỹ thuật, thống nhất từ ngày 20 tháng 5 năm 1993 trở đi, Công ty được gọi theo tên mới là Nhà máy X51.[2]
- Ngày 29 tháng 4 năm 2002, Xí nghiệp sửa chữa tàu Hải Minh thuộc Bộ Tư lệnh Hải quân được đổi tên thành Công ty Hải Minh - Bộ Quốc phòng.[3]
- Ngày 7 tháng 4 năm 2009, theo chỉ thị của Tổng cục Công nghiệp Quốc phòng và Kế hoạch số 3087/KH-KT-TMk ngày 24 tháng 3 của Quân chủng Hải quân, Công ty Hải Minh được điều chuyển[4] từ Quân chủng Hải quân về trực thuộc Tổng cục Công nghiệp Quốc phòng và hợp nhất với Xí nghiệp liên hợp Ba Son.
- Ngày 30 năm 4 năm 2010, Bộ Quốc phòng ra quyết định chuyển đổi thành Công ty trách nhiệm hữu hạn một thành viên Đóng và sửa tàu Hải Minh.[5]

## Lãnh đạo hiện nay
- Chủ tịchː Đại tá Vũ Mạnh Hoà
- Giám đốcː Đại tá Đinh Văn Tuân
- Phó Giám đốcː
  - Đại tá Trần Triệu Phong
  - Đại tá Nguyễn Khắc Minh.
  - Thượng tá Bùi Ngọc Hải

## Tổ chức chính quyền

### Các Phòng ban
- Phòng Chính trị
- Phòng Tổ chức lao động
- Phòng Kế hoạch sản xuất
- Phòng Thiết kế công nghệ
- Phòng Kỹ thuật
- Phòng Vật tư
- Phòng KCS
- Phòng Tài chính Kế toán
- Phòng An toàn
- Phòng Hành chính Hậu cần
- Trạm sửa chữa Cam Ranh
- Ban Xây dựng cơ bản

### Các Phân Xưởng
- Phân xưởng Vỏ tàu 1
- Phân xưởng Vỏ tàu 2
- Phân xưởng Cơ khí
- Phân xưởng Đà đốc
- Phân xưởng Ống
- Phân xưởng Động lực
- Phân xưởng VK-KT-ĐT
- Phân xưởng Cơ điện
- Phân xưởng Cảng Vụ
- Phân xưởng Mộc trang trí.

## Thành tích tiêu biểu
- Huân chương Chiến công hạng nhất các năm 1979, 1988, 1995, 2000
- Huân chương Bảo vệ Tổ quốc hạng ba năm 2010
- Anh hùng Lực lượng vũ trang nhân dân năm 2013
- Huân chương Quân công hạng Nhì năm 2015.

## Giám đốc Nhà máy X51 qua các thời kỳ
| STT | Họ và tên       | Thời gian đảm nhiệm | Ghi chú |
| --- | --------------- | ------------------- | ------- |
| 1   | Ngô Minh Long   | 5.1975 – 10.1975    |         |
| 2   | Ngô Hai         | 5.1976 – 4.1977     |         |
| 3   | Phan Đình Chánh | 5.1977 – 9.1990     |         |
| 4   | Phạm Văn Uấn    | 9.1990 – 12.2001    |         |
| 5   | Nguyễn Thế Vinh | 1.2002 – 6.2012     |         |
| 6   | Hoàng Sỹ Chung  | 6.2012 – 5.2018     |         |
| 7   | Mai Quốc Trưởng | Từ 6.2018 – 8.2021  |         |
| 8   | Bùi Ngọc Hải    | 9.2021 - 7.2024     |         |
| 9   | Đinh Văn Tuân   | 8.2024              |         |

## Bí thư Đảng ủy,Chính ủy, Phó Giám đốc về Chính trị Nhà máy X51 qua các thời kỳ
| STT | Họ và tên        | Chức vụ                                                | Thời gian đảm nhiệm               |
| --- | ---------------- | ------------------------------------------------------ | --------------------------------- |
| 1   | Bùi Quốc Thuận   | Bí thư đảng ủy, Chính ủy                               | 5.1975 – 7.1976                   |
| 2   | Hồ Đức Thắng     | Phó Chính ủy                                           | 5.1975 – 8.1976                   |
| 3   | Nguyễn Văn Thắm  | Bí thư đảng ủy, Chính ủy                               | 8.1976 – 4.1981                   |
| 4   | Nguyễn Ngọc Sơn  | Bí thư đảng ủy, PGĐ Chính trị                          | 4.1981 – 5.1985                   |
| 5   | Nguyễn Tân Phố   | Bí thư đảng ủy                                         | 5.1985 – 9.1988                   |
| 6   | Trần Chí Thọ     | Bí thư đảng ủy; PGĐ Chính trị                          | 9.1988 – 6.2003; 11.1993 – 6.2003 |
| 7   | Nguyễn Việt Khoa | Bí thư đảng ủy, PGĐ Chính trị Bí thư đảng ủy, Chính ủy | 6.2003 – 5.2006 5.2006 – 6.2007   |
| 8   | Trần Văn Thụ     | Bí thư đảng ủy; Chính ủy                               | 6.2007 – 5.2015; 6.2007 – 7.2015  |
| 9   | Trương Huy Ngụ   | Bí thư đảng ủy; Chính ủy                               | từ 5.2015 – 7.2024                |
| 10  | Đinh Văn Tuân    | Phó Bí thư đảng ủy; Chính ủy                           | từ 8.2024                         |
| 11  | Vũ Mạnh Hoà      | Bí thư đảng ủy; Chính ủy                               | từ 2.2025                         |

## Phó Giám đốc Nhà máy X51 qua các thời kỳ
| STT | Họ và tên        | Thời gian đảm nhiệm | Ghi chú |
| --- | ---------------- | ------------------- | ------- |
| 1   | Phan Đình Chánh  | 5.1976 – 4.1977     |         |
| 2   | Nguyễn Văn Kiếm  | 5.1976 – 6.1978     |         |
| 3   | La Văn Đợi       | 7.1976 – 5.1980     |         |
| 4   | Lê Doãn Phùng    | 3.1977 – 7.1986     |         |
| 5   | Nguyễn Văn Thạnh | 5.1980 – 12.1982    |         |
| 6   | Ngô Văn Thuận    | 5.1980 – 5.1985     |         |
| 7   | Đỗ Bá Cớn        | 6.1982 – 12.1989    |         |
| 8   | Nguyễn Thế Vinh  | 9.1989 – 12.2001    |         |
| 9   | Phạm Văn Uấn     | 4.1990 – 9.1990     |         |
| 10  | Đỗ Kim Song      | 7.1990 – 3.1993     |         |
| 11  | Nguyễn Khắc Bàn  | 2.1994 – 11.2001    |         |
| 12  | Vũ Đình Lũy      | 12.2001 – 11.2008   |         |
| 13  | Nguyễn Ngọc Trai | 5.2002 – 7.2017     |         |
| 14  | Trần Kim Thanh   | 5.2004 – 8.2012     |         |
| 15  | Hoàng Sỹ Chung   | 12.2005 – 6.2012    |         |
| 16  | Biện Văn Nghi    | 12.2018 - 3.2021    |         |
| 17  | Vũ Mạnh Hòa      | từ 8.2012 - 2.2025  |         |
| 18  | Nguyễn Văn Đường | 3.2013 – 8.2014     |         |
| 19  | Nguyễn Khắc Minh | từ 12.2013          |         |
| 20  | Đào Ngọc Ánh     | 12.2017 – 3.2019    |         |